# Stemshorn
Stemshorn is een gemeente in de Duitse deelstaat Nedersaksen. De gemeente maakt deel uit van de Samtgemeinde Altes Amt Lemförde in het Landkreis Diepholz. Stemshorn telt 687 inwoners.
- Gemeinsame Normdatei: 4755998-6
- Virtual International Authority File: 236134740
- WorldCat: E39PBJdx4MFPkhyRT9QYMmyTpP